# Kyrillos VI. Tanas
Kyrillos VI. Tanas (* 1680 in Damaskus; † 10. Januar 1760) war ein bedeutender Patriarch der Melkitischen Griechisch-Katholischen Kirche in der Unionsbewegung mit der Römisch-katholischen Kirche.

## Leben
Kyrillos VI. Tanas, mit bürgerlichen Namen Seraphim Tanas, war der Neffe von Euthymios Saifi, dem Bischof von Tyra und Sidon. Er hegte große Sympathien für die Lateinische Kirche und wurde am 20. September 1724 in Damaskus zum Patriarchen von Antiochia gewählt. Geweiht wurde er am 1. Oktober von Neophytus Nasri in der Kathedrale von Damaskus. Der Patriarch von Konstantinopel, Jeremias III., stand der Wahl von Kyrillos VI. nicht wohlwollend gegenüber, da er einen stärkeren jurisdiktiven Einfluss der Lateinischen Kirche, nicht nur auf dem Gebiet Syriens, unterbinden wollte. Zuvor fand im Jahre 1722 eine Synode in Konstantinopel statt, die die Latinisierungstendenzen der orthodoxen Kirchen thematisierte, die unter der Jurisdiktion des Patriarchats von Konstantinopel standen, darunter die melkitischen Patriarchate Alexandria, Antiochia und Jerusalem.
Durch seine kirchliche Vorrangstellung ernannte Jeremias III. Sylvester, einen griechischen Mönch vom Heiligen Berg Athos, zum Patriarchen von Antiochia (Rum-Orthodoxe Kirche). Trotz des Widerstandes von Jeremias III. erkannte Papst Benedikt XIV. Kyrillos, der die Union mit Rom befürwortete, im Jahre 1729 als Patriarchen an. Die kirchliche Union wurde offiziell mit dem Überreichen des Palliums im Jahre 1744, am 29. Februar, das Kyrillos VI. Tanas empfing, besiegelt. Kyrillos VI. Tanas war von 1724 bis 1759/60 Patriarch der Melkitischen Griechisch-Katholischen Kirche. Seine Nachfolger wurden Athanasios IV. Jahwar und Maximos II. Hakim.